# Francisco Antonio Cebrián y Valdá
Francisco Antonio Cebrián y Valdá  (Játiva, Valencia, 19 de febrero de 1734-Madrid, 10 de febrero de 1820) fue un sacerdote, obispo y cardenal español.

## Biografía
Sus padres pertenecían a la nobleza. Estudió filosofía en Universidad civil de Játiva. Se doctoró en derecho entre 1749 y 1755. En 1759 ya era sacerdote, realizó oposiciones para canónigo doctoral. En 1772 fue nombrado catedrático de Derecho en la universidad y canónigo de la catedral de Valencia por el rey Carlos III de España. Fue rector de la Universidad de Valencia y vicario general de la archidiócesis de Valencia. El rey Carlos IV de España lo propuso obispo de Orihuela, siendo nombrado por el papa Pío VII el 24 de julio de 1797. Tomó posesión el 3 de octubre. Siendo obispo de Orihuela, cedió parte del palacio episcopal a las obreras de la fábrica de tabacos, fundando en 1801 la Hermandad de las Cigarreras.
En 1814 el rey Fernando VII de España tomó Valencia, siendo recibido por el obispo. Posteriormente, el rey le dio los cargos de patriarca de las Indias Occidentales, vicario general de los ejércitos de mar y tierra, arcediano de Toledo, capellán y limosnero del Palacio Real, canciller de las cuatro órdenes militares y le concedió la Gran Cruz de Carlos III. El mismo rey solicitó al Papa Pío VII que lo creara cardenal. Fue creado en el consistorio del 23 de septiembre de 1816, como cardenal sin titulus.
Su humildad se vio reflejada al morir, ya que pidió en su testamento ser enterrado en el convento de capuchinas de Madrid, sin más túmulo que una manta en el suelo y un modesto epitafio.

## Condecoraciones
- Gran Cruz de Carlos III.
- Gran Cruz de Isabel la Católica.
- Caballero de San Jenaro del reino de las Dos Sicilias.